# 平成20年台風第15号

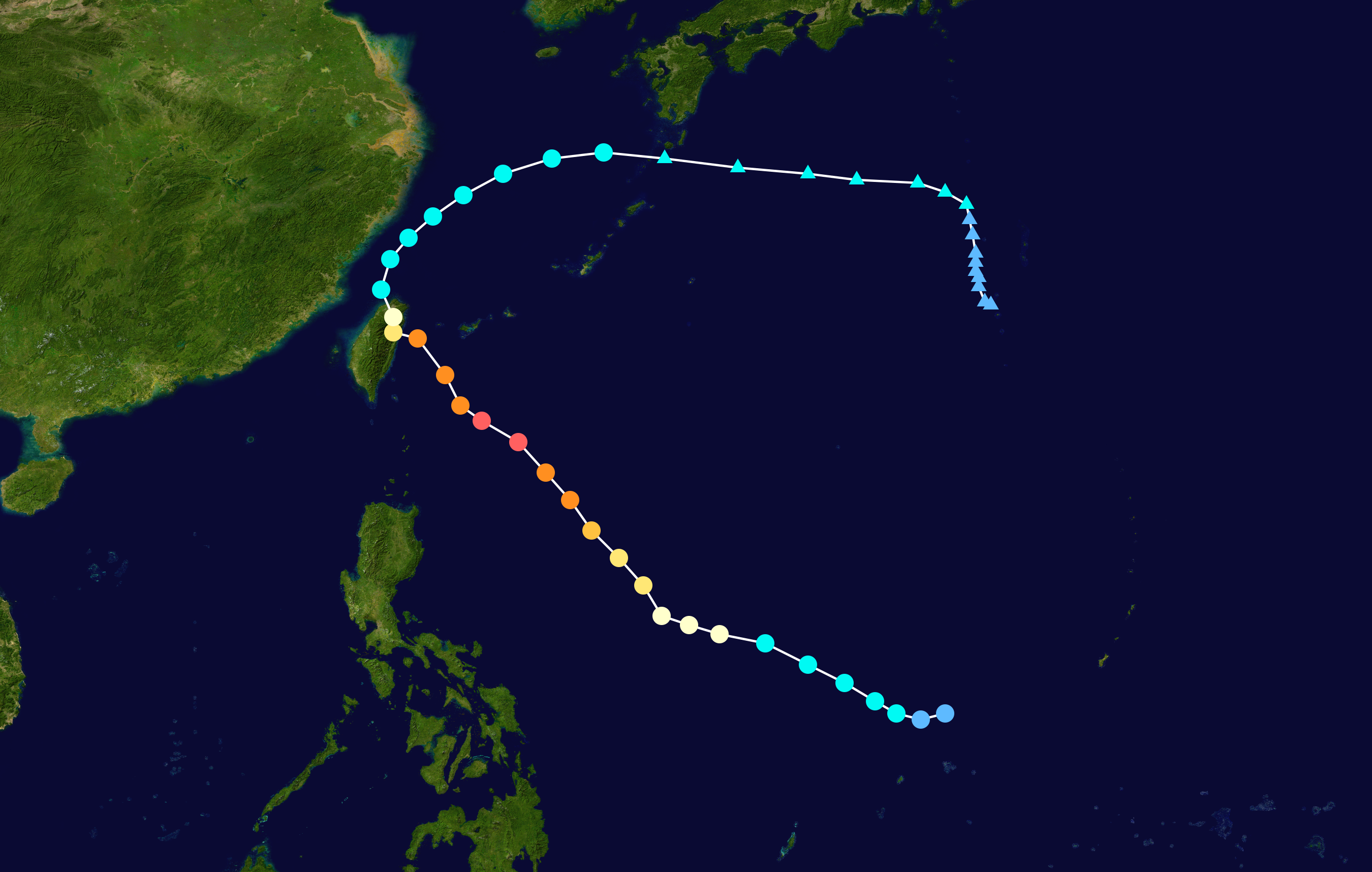
進路図

平成20年台風第15号（へいせい20ねんたいふうだい15ごう、アジア名：チャンミー〔Jangmi、命名国：韓国、意味：ばら〕）は、2008年9月に発生し、台湾に上陸後日本に接近した台風である。沖縄南方海域において、最大風速が60m/sと解析された。これは平成7年（1995年）の台風20号（ANGELA） 以来、13年ぶりである。

## 概要
- 9月24日、フィリピンの東で発生。
- 9月27日15時、沖縄の南方海域で猛烈な台風に。
- 9月27日21時、中心付近の最大風速が60m/sと解析される。最大瞬間風速は、85m/s。
- 9月28日、猛烈な勢力を保ったまま台湾北部に上陸。
- 10月1日、九州の南で温帯低気圧に変わる。

## 被害・影響
沖縄で大きな被害が出た

## 解説
9月24日夜にフィリピンの東海上で発生した台風は最盛期には猛烈な勢力となり、台風13号と類似のコースを取り9月28日に台湾に上陸した。上陸によって暴風域は消滅し、衰弱しながら次第に進路を東寄りに変えて東シナ海を進み、九州の南海上に進んで温帯低気圧に変わった。その後、温帯低気圧は日本の南海上を東進して日本列島から遠ざかった。